# Plán deportací do Rwandy

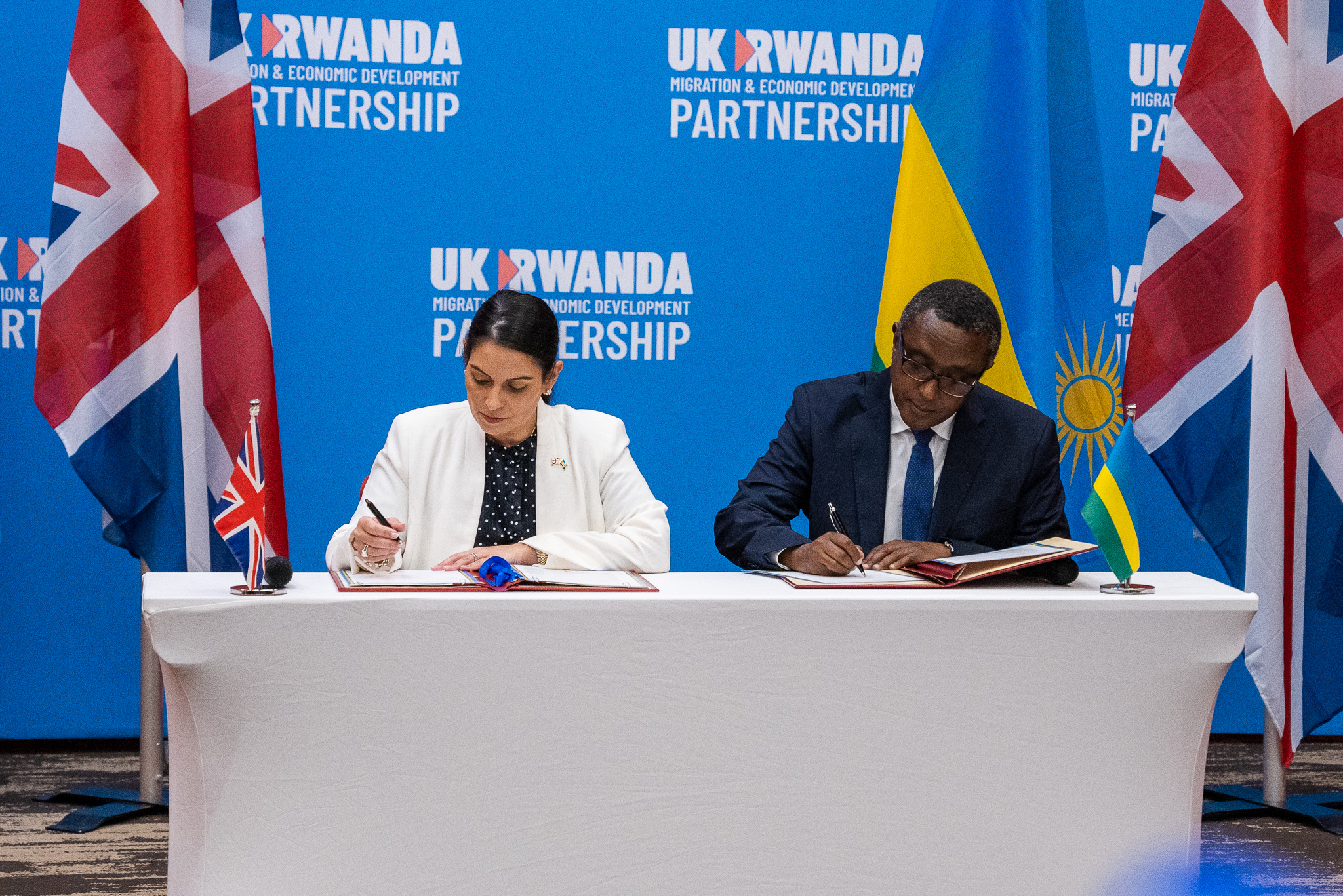
Ministryně vnitra Spojeného království Priti Patelová (vlevo) a ministr zahraničí Rwandy Vincent Biruta (vpravo) podepisují dohodu o plánu deportací, 14. dubna 2022

Plán deportací migrantů do Rwandy (oficiálně Partnerství Spojeného království a Rwandy pro migraci a ekonomický rozvoj, anglicky United Kingdom and Rwanda Migration and Economic Development Partnership, neoficiálně též "Plán Rwanda") byl plán vlády Spojeného království na deportace ilegálních imigrantů do Rwandské republiky.

## Historie
S plánem posílat část žadatelů o azyl z Británie do Rwandy přišel na jaře 2022 tehdejší premiér Boris Johnson. Plán počítal s tím, že uchazeči o azyl, kteří do Británie vstoupili nelegálně, budou letecky přepraveni do zhruba 6000 km vzdálené Rwandy, které za ně převezme zodpovědnost, provede je azylovým procesem a následně zde dostanou dlouhodobý pobyt. V červnu 2022 byl na poslední chvíli zrušen první let, kdy Evropský soud pro lidská práva rozhodl, že plán je spojen s reálným rizikem nevratné újmy. V dubnu 2024 bylo schváleno nové znění zákona, které prohlašuje Rwandu za bezpečnou zemi a mělo provádění deportací umožnit. Náklady spojené s tímto procesem, které má Británie zaplatit Rwandě, měly být v první fázi 120 milionů liber, celkem pak až 600 milionů liber.
Po volbách v červenci 2024 nová vláda Keira Starmera tento projekt ukončila.